# Anton Hagwall
Anton Hagwall, född 5 november 1969, är en svensk journalist och författare. 
Hagwall har skrivit originalmanus till långfilmerna Tommy (2014) som regisserades av Tarik Saleh, och Vitt Skräp (2021) regisserad av Tobias Nordquist.
Han var chefredaktör för den prisbelönade tidningen Atlas (2000), som han grundade tillsammans med Tarik Saleh. Hagwall har skrivit för tidningar som Dagens Nyheter, Svenska Dagbladet, Nöjesguiden, Mama och Gourmet, m. fl.
Anton Hagwall var under 1980-talet aktiv som graffitimålare i Magic Art (senare Real Magic Art) som framförallt var verksamma på Stockholms tunnelbanelinjer 10 och 11 norr om Stockholm.  Han var under namnet Stora A:t medlem i hip-hopgruppen STHLM. Han medverkar även på Petters första album Mitt sjätte sinne (1998).

## Filmmanus
- 2014 – Tommy